# Martin Ehrenreich
Martin Ehrenreich (Leoben, 10 luglio 1983) è un ex calciatore austriaco, di ruolo difensore.

## Carriera
Debutta nella Bundesliga austriaca il 31 agosto 2009 nella vittoria esterna per 1-2 contro il Ried.

## Palmarès

### Club

#### Competizioni nazionali
- Coppa d'Austria: 1

Sturm Graz: 2009-2010
- Campionato austriaco: 1

Sturm Graz: 2010-2011